# Dachboulag (Kelbajar)
Dachboulag est un village de la région de Kelbajar en Azerbaïdjan.

## Histoire
En 1993-2020, le village était sous le contrôle des forces armées arméniennes. Le 25 novembre 2020, sur la base d'un accord trilatéral entre l'Azerbaïdjan, l'Arménie et la Russie en date du 10 novembre 2020, la région de Kelbajar, y compris le village de Dachboulag, a été restituée sous le contrôle de l'Azerbaïdjan.

## Géographie
Le village de Dachboulag de la région de Kelbajar est situé dans la circonscription administrative du village de Dachboulag.

## Sources
Machadi Bayram boulaghi, Tchinqil boulaghi, Aghamammadolen boulaghi, Dachdantchikhan boulag, Tépélérin boulaghi, Jargalar boulaghi, Geuylu bouroun boulaghi, Qibla boulaghi, Beuyuk tchoukouroun boulaghi, Sallama boulaghi, Otgayasi boulaghi, Hasanin boulaghi, Kohne yourdoun boulaghi, Talalar boulaghi, Lala boulaghi, Tchay boulaghi, Dach boulag, Isbandiyarin boulaghi, Kendin ustu boulag.